# Broderick Crawford
Broderick Crawford (9. prosince 1911 – 26. dubna 1986) byl americký herec. Roku 1949 získal Oscara za mužský herecký výkon v hlavní roli ve filmu All the King's Men. V USA si získal velkou popularitu i díky televiznímu krimi seriálu Highway Patrol, v němž ztvárnil hlavní roli, a který se natáčel v letech 1955–1959. Často se hovořilo o jeho problémech s alkoholem.